# Campionat d'Espanya de motocròs 2007
La temporada de 2007 del Campionat d'Espanya de motocròs fou la 49a edició d'aquest campionat, organitzat per la Reial Federació Motociclista Espanyola.

## Classificació final

### MX2
| Posició | Pilot            | Motocicleta | Punts |
| ------- | ---------------- | ----------- | ----- |
| 1       | Xavier Hernández | Yamaha      | ?     |
| 2       | Fabien Izoird    | ?           | ?     |
| 3       | Carlos Gutiérrez | ?           | ?     |
| 4       | ?                | ?           | ?     |
| 5       | ?                | ?           | ?     |
| 6       | ?                | ?           | ?     |
| 7       | ?                | ?           | ?     |
| 8       | ?                | ?           | ?     |
| 9       | ?                | ?           | ?     |
| 10      | ?                | ?           | ?     |

### MX1
| Posició | Pilot              | Motocicleta | Punts |
| ------- | ------------------ | ----------- | ----- |
| 1       | Jonathan Barragán  | KTM         | ?     |
| 2       | Alvaro Lozano      | KTM         | ?     |
| 3       | Javier García Vico | Honda       | ?     |
| 4       | ?                  | ?           | ?     |
| 5       | ?                  | ?           | ?     |
| 6       | ?                  | ?           | ?     |
| 7       | ?                  | ?           | ?     |
| 8       | ?                  | ?           | ?     |
| 9       | ?                  | ?           | ?     |
| 10      | ?                  | ?           | ?     |

## Categories inferiors
Font:
| Campionat           | Guanyador         | Motocicleta |
| ------------------- | ----------------- | ----------- |
| Júnior 125cc        | Francisco Utrilla | Yamaha      |
| Cadet 85cc          | Luis Moreno       | Honda       |
| Trofeu Juvenil 85cc | Nil Arcarons      | KTM         |
| Trofeu Alevins 65cc | Iker Larrañaga    | KTM         |